# Dirck Gerrits Pomp
Dirck Gerrits Pomp (o Gerritsz. o Gerritszoon), también conocido como Dirck China (Encusa, 1544 - ?, 1608) fue un marinero neerlandés y el primero conocido de dicho país que visitó Japón. Se le atribuye, junto al marinero español Gabriel de Castilla, haber sido el primer europeo en avistar las islas Shetland del Sur, así como ser de los primeros europeos en avistar la Antártida.

## Biografía

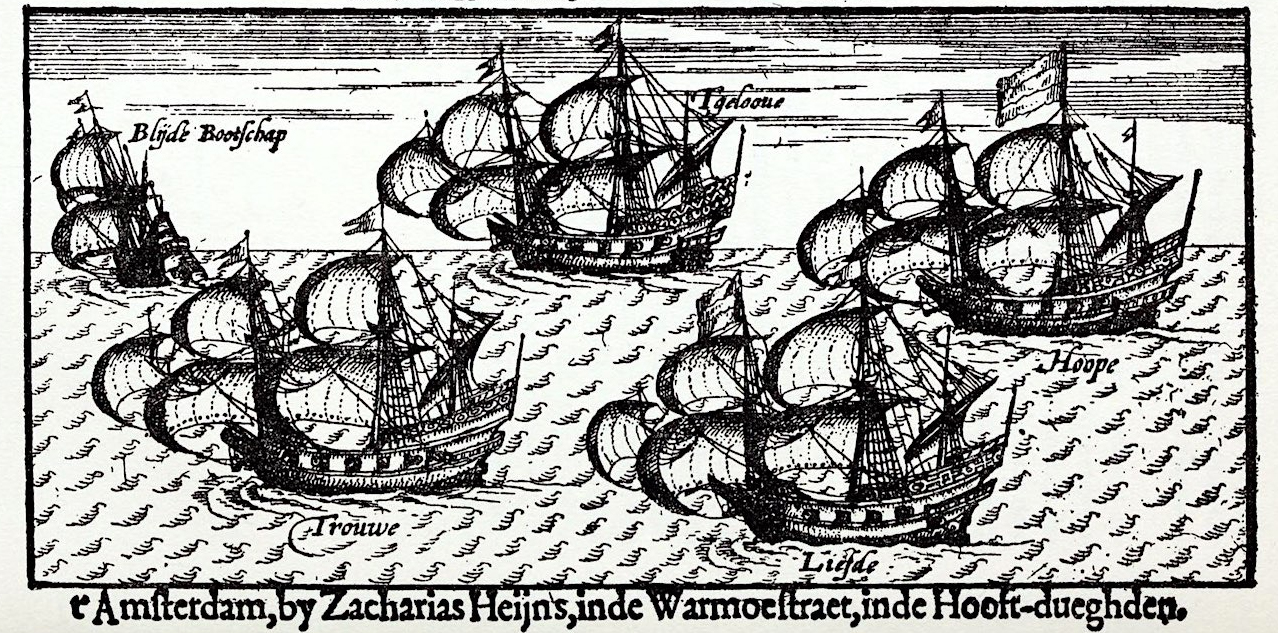
La flota neerlandesa: de izquierda a derecha: el Blijde Bootschap, el Trouwe, el t Gelooue, el Liefde y el Hoope. Grabado del.

Dirck Gerritszoon Pomp nació en Enkhuizen, en los Países Bajos, y fue alojado con familiares en Lisboa en 1555, para aprender portugués y conocer el oficio de comerciante. En 1568, Dirk se estableció como comerciante en la isla de Goa, desde donde visitó China y Japón a bordo de barcos portugueses. Aunque la fecha de su primera visita no se sabe, se embarcó a Japón dos veces antes de 1600, y queda constancia de que llegó a Japón el 31 de julio de 1585 en su segunda visita allí, a bordo del barco portugués Santa Cruz.  Describió Japón como la «isla donde hay un montón de plata y donde los barcos portugueses llegan cada año con la seda, que se vende por plata». 
Volvió a Enkhuizen en abril de 1590, en donde habló abundantemente sobre Japón, y entabló amistad con el también comerciante, viajero e historiador neerlandés Jan Huygen van Linschoten, que al parecer se basó en parte de la información que le trasmitió Pomp para su libro Itinerario.

### La expedición de Mahu (1598)
En el verano de 1598, Pomp se hizo de nuevo al mar. Se unió a una expedición neerlandesa de cinco barcos —Blijde Bootschap, el Trouwe, el t Gelooue, el Liefde y el Hoope— al mando del almirante Jacques Mahu con el objetivo de obtener especias de las Indias Orientales, a través de la punta sur de Sudamérica y el Pacífico. En caso de que la expedición fracasara, se dirigirían a comerciar plata con China o Japón. En particular, entre los aventureros estaba también William Adams, el primer inglés conocido que llegó a Japón. La flota, con 494 hombres, partió del puerto de Róterdam el 27 de junio de 1598, pero tuvieron mala suerte desde el principio. 
Después de salir de aguas europeas los buques pasaron desde el 2 agosto al 29 de septiembre en las islas de Cabo Verde, frente a la costa de África. Muchos de los tripulantes sufrieron fiebres y algunos murieron, entre ellos el almirante Jacques Mahu. Murió el 23 de septiembre de 1598, dejando a la expedición sin su líder. Simón de Cordes sustituyó en el mando a Mahu y la reorganización de los mandos condujo a Pomp a recibir el mando de la Blijde Boodschap («Buen Evangelio», antes capitaneada por Sebald de Weert).
Debido a un brote de escorbuto, los barcos hicieron un breve desvío, del 16 de diciembre de 1598 al 2 de enero de 1599, para aprovisionarse en la isla de Annobón, una isla africana al sur de la isla de Santo Tomé. La flotilla finalmente cruzó el Atlántico en enero de 1599 y alcanzó el estrecho de Magallanes el 7 de abril de 1599. Muy a su pesar se encontraron con que no podían navegar durante más de cuatro meses debido a los fuertes vientos adversos. La flota invernó en la bahía de Fortesene hasta el 23 de agosto y hasta el 28 de agosto en bahía Ridres. Durante ese tiempo, murieron alrededor de 120 tripulantes más debido a las inclemencias del clima y a los nativos patagónicos hostiles, a pesar de que los barcos todavía tenía provisiones suficientes en este momento.
Los fuertes y adversos vientos dispersaron la flota cuando atravesaban el estrecho de Magallanes a fines de 1599. El Blijde Boodschap pasó el estrecho, pero fue desviado de su rumbo hacia el sur. Según el relato de Jacob Le Maire, Pomp observó tierra montañosa en la latitud (64°S). Si fuera así, esa tierra serían las islas Shetland del Sur, y posiblemente ese sería el primer avistamiento europeo de tierras antárticas. Una historia similar se cuenta del español Gabriel de Castilla en 1603. 
Pomp no pudo cruzar el océano Pacífico. El Blijde Boodschap estaba desarbolado y tan corto de suministros que entró en el puerto de Valparaíso a mediados de noviembre de 1599 y fue capturado por los españoles. Cinco años más tarde, en 1604, Pomp fue liberado en un intercambio de prisioneros y regresó a casa para convertirse en comerciante en Enkhuizen, aunque no por mucho tiempo. Se fue a bordo de un indiaman (Spiegelretourschip), un barco perteneciente a la Compañía Neerlandesa de las Indias Orientales, en 1606 y parece no haber sobrevivido al viaje de regreso a casa.